# Brit Award para Canção Internacional
O Brit Award para Canção Internacional (no original em inglês: Brit Award for International Song) é um prêmio concedido pela British Phonographic Industry (BPI), uma organização que representa gravadoras e artistas no Reino Unido. O prêmio é apresentado no Brit Awards, uma celebração anual da música britânica e internacional. Os vencedores e indicados são determinados pela academia de votação do Brit Awards com mais de mil membros, que incluem gravadoras, editoras, gerentes, agentes, mídia e vencedores e indicados anteriores.
A categoria foi introduzida em 2022 após uma reestruturação que resultou na remoção das categorias de gênero. É o primeiro prêmio a reconhecer canções individuais de artistas internacionais e apenas a segunda categoria, após o Brit Award de Álbum Internacional (1977, 2002–2011).

## Vencedores e indicados
Legenda:
     Vencedor(a)

### Década de 2020

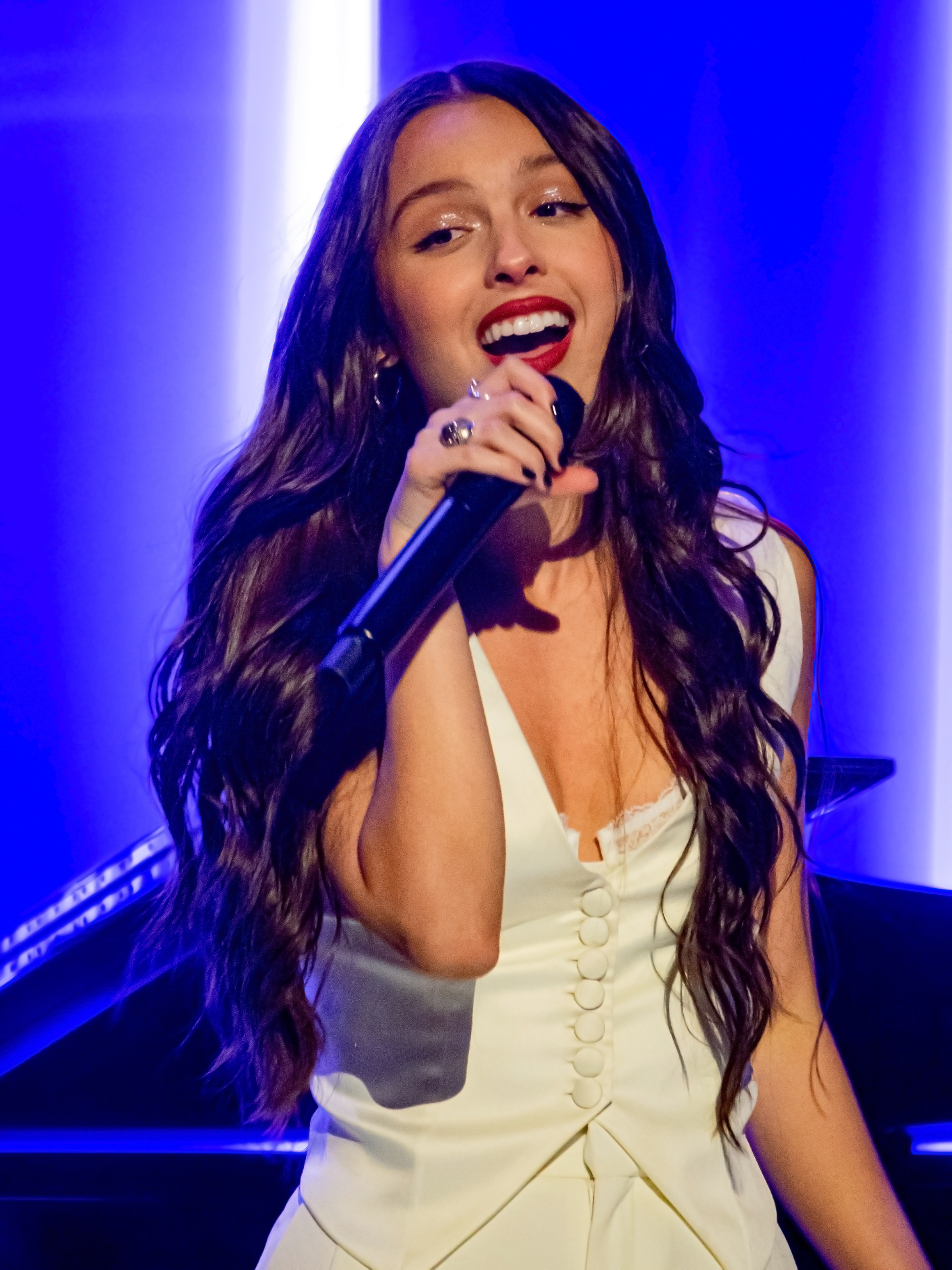
Olivia Rodrigo, vencedora inaugural

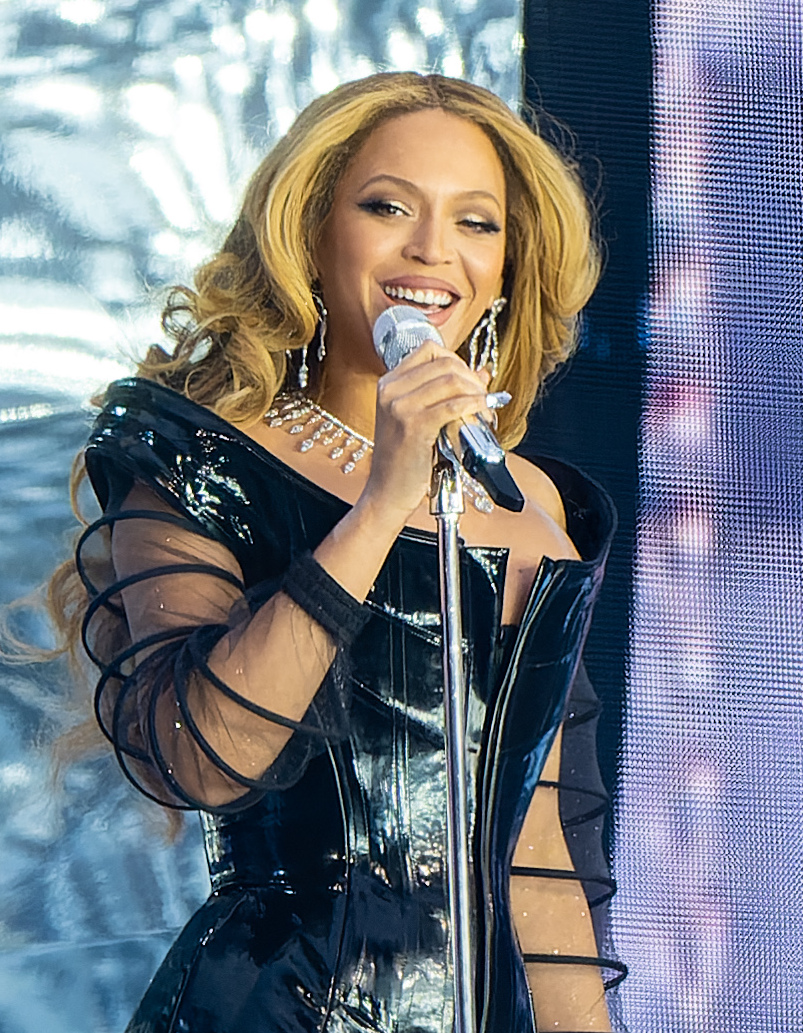
Beyoncé venceu em 2023

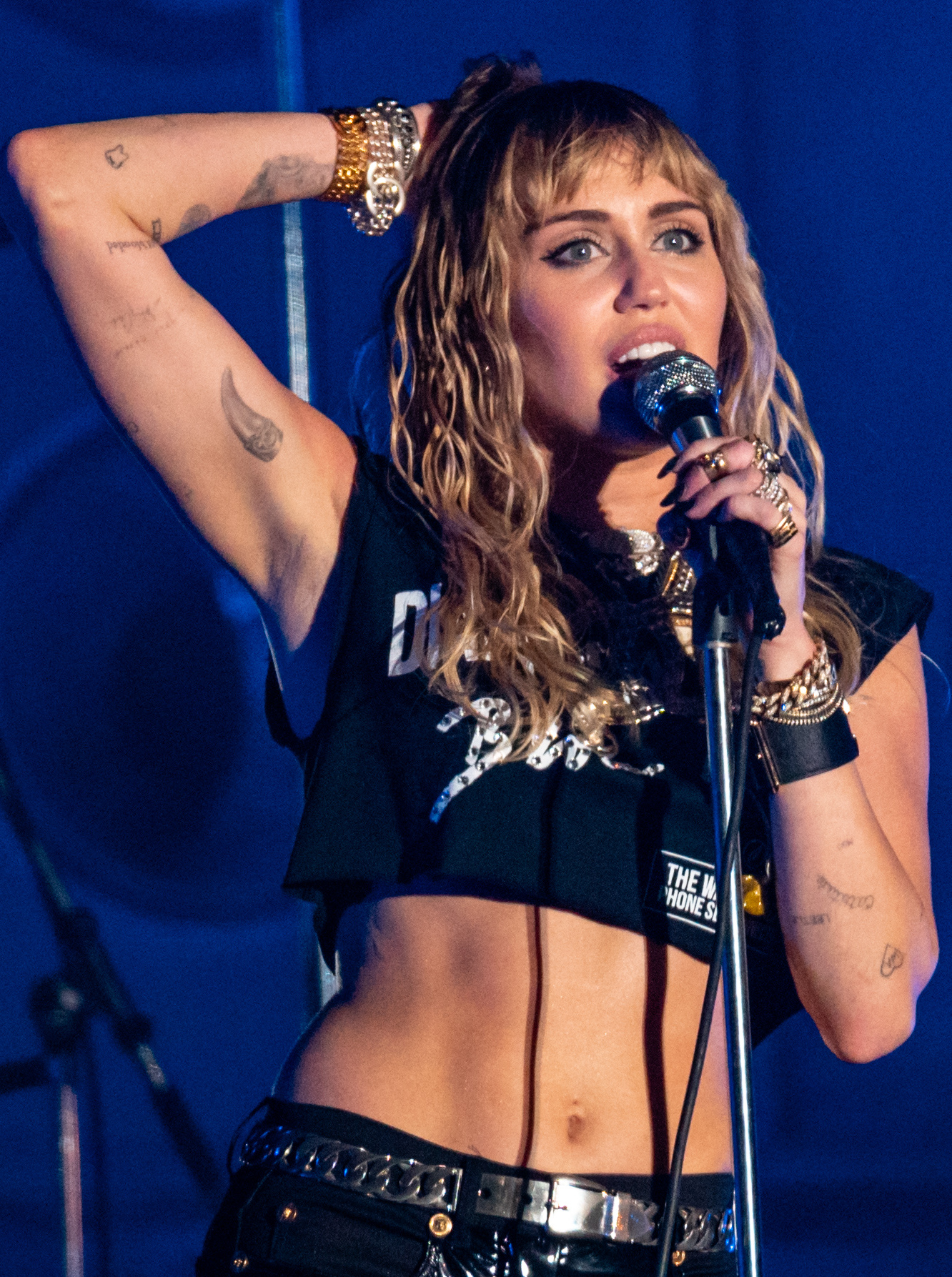
Miley Cyrus venceu em 2024

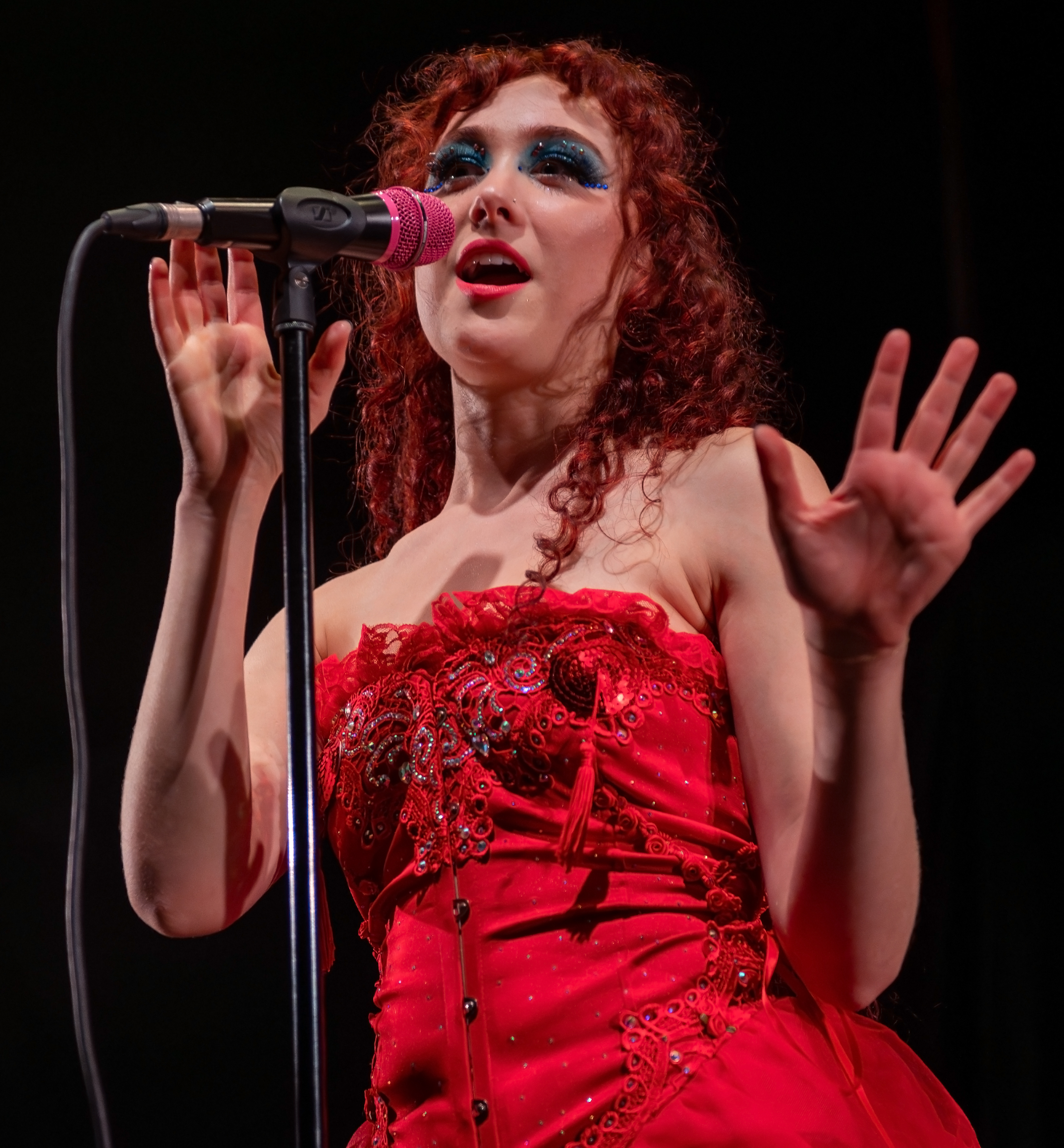
Chappell Roan venceu em 2025

| Ano                              | Canção                                  | Artista(s) | Ref. |
| -------------------------------- | --------------------------------------- | ---------- | ---- |
| 2022 (42.ª)                      |                                         |            |      |
| "Good 4 U"                       | Olivia Rodrigo                          | [ 5 ]      |      |
| "Black Magic"                    | Jonasu                                  | [ 5 ]      |      |
| "Calling My Phone"               | Lil Tjay & 6lack                        | [ 5 ]      |      |
| "Girls Want Girls"               | Drake com part. de Lil Baby             | [ 5 ]      |      |
| "Happier Than Ever"              | Billie Eilish                           | [ 5 ]      |      |
| "Heartbreak Anthem"              | Galantis, David Guetta & Little Mix     | [ 5 ]      |      |
| "I Wanna Be Your Slave"          | Måneskin                                | [ 5 ]      |      |
| "Kiss Me More"                   | Doja Cat com part. de SZA               | [ 5 ]      |      |
| "Love Nwantiti Remix (Ah Ah Ah)" | CKay com part. de Joeboy e Kuami Eugene | [ 5 ]      |      |
| "Montero (Call Me by Your Name)" | Lil Nas X                               | [ 5 ]      |      |
| "Rapstar"                        | Polo G                                  | [ 5 ]      |      |
| "Save Your Tears"                | The Weeknd                              | [ 5 ]      |      |
| "Stay"                           | The Kid Laroi & Justin Bieber           | [ 5 ]      |      |
| "The Business"                   | Tiësto                                  | [ 5 ]      |      |
| "Your Love (9pm)"                | ATB, Topic & A7S                        | [ 5 ]      |      |
| 2023 (43.ª)                      |                                         | [ 5 ]      |      |
| "Break My Soul"                  | Beyoncé                                 | [ 6 ]      |      |
| "I'm Good (Blue)"                | David Guetta & Bebe Rexha               | [ 6 ]      |      |
| "Peru"                           | Fireboy DML & Ed Sheeran                | [ 6 ]      |      |
| "We Don't Talk About Bruno"      | Elenco de Encanto                       | [ 6 ]      |      |
| "First Class"                    | Jack Harlow                             | [ 6 ]      |      |
| "About Damn Time"                | Lizzo                                   | [ 6 ]      |      |
| "Where Are You Now"              | Lost Frequencies & Calum Scott          | [ 6 ]      |      |
| "I Ain't Worried"                | OneRepublic                             | [ 6 ]      |      |
| "Anti-Hero"                      | Taylor Swift                            | [ 6 ]      |      |
| 2024 (44.ª)                      |                                         |            |      |
| "Flowers"                        | Miley Cyrus                             | [ 7 ]      |      |
| "What Was I Made For?"           | Billie Eilish                           | [ 7 ]      |      |
| "Daylight"                       | David Kushner                           | [ 7 ]      |      |
| "Paint the Town Red"             | Doja Cat                                | [ 7 ]      |      |
| "Giving Me"                      | Jazzy                                   | [ 7 ]      |      |
| "People"                         | Libianca                                | [ 7 ]      |      |
| "Made You Look"                  | Meghan Trainor                          | [ 7 ]      |      |
| "Stick Season"                   | Noah Kahan                              | [ 7 ]      |      |
| "Miss You"                       | Oliver Tree & Robin Schulz              | [ 7 ]      |      |
| "Vampire"                        | Olivia Rodrigo                          | [ 7 ]      |      |
| "(It Goes Like) Nanana"          | Peggy Gou                               | [ 7 ]      |      |
| "Calm Down"                      | Rema                                    | [ 7 ]      |      |
| "Kill Bill"                      | SZA                                     | [ 7 ]      |      |
| "Greedy"                         | Tate McRae                              | [ 7 ]      |      |
| "Water"                          | Tyla                                    | [ 7 ]      |      |
| 2025 (45.ª)                      |                                         | [ 7 ]      |      |
| "Good Luck, Babe!"               | Chappell Roan                           | [ 8 ]      |      |
| "Beautiful Things"               | Benson Boone                            | [ 8 ]      |      |
| "Texas Hold 'Em"                 | Beyoncé                                 | [ 8 ]      |      |
| "Birds of a Feather"             | Billie Eilish                           | [ 8 ]      |      |
| "End of Beginning"               | Djo                                     | [ 8 ]      |      |
| "Houdini"                        | Eminem                                  | [ 8 ]      |      |
| "Too Sweet"                      | Hozier                                  | [ 8 ]      |      |
| "Lovin on Me"                    | Jack Harlow                             | [ 8 ]      |      |
| Stick Season"                    | Noah Kahan                              | [ 8 ]      |      |
| "I Had Some Help"                | Post Malone com part. de Morgan Wallen  | [ 8 ]      |      |
| Espresso"                        | Sabrina Carpenter                       | [ 8 ]      |      |
| "A Bar Song (Tipsy)"             | Shaboozey                               | [ 8 ]      |      |
| "Fortnight"                      | Taylor Swift com part. de Post Malone   | [ 8 ]      |      |
| "Lose Control"                   | Teddy Swims                             | [ 8 ]      |      |
| "Million Dollar Baby"            | Tommy Richman                           | [ 8 ]      |      |